# Kanadska vodena kuga
Kanadska vodena kuga (lat. Elodea canadensis), vodena trajnica iz roda vodenih kuga, porodica žabogrizovki. Raširena je po južnoj Kanadi i sjeveru SAD–a, a uvezena je i u Europu, uključujući i Hrvatsku.
Postoje brojni sinonimi za nju.
- Anacharis alsinastrum Bab. ex Planch.
- Anacharis canadensis (Michx.) Planch.
- Anacharis canadensis var. planchonii (Casp.) Vict.
- Anacharis linearis (Rydb.) Vict.
- Anacharis occidentalis (Pursh) Vict.
- Anacharis planchonii (Casp.) M.Peck
- Anacharis pomeranica Peterm.
- Apalanthe schweinitzii Planch.
- Elodea brandegeeae H.St.John
- Elodea canadensis var. angustifolia (Muhl.) Farw.
- Elodea canadensis var. planchonii (Casp.) Farw.
- Elodea gigantea J.K.Santos
- Elodea ioensis Wylie
- Elodea latifolia Casp.
- Elodea linearis (Rydb.) H.St.John
- Elodea oblongifolia Michx. ex Casp.
- Elodea occidentalis (Pursh) H.St.John
- Elodea planchonii Casp.
- Elodea schweinitzii (Planch.) Casp.
- Hydora canadensis (Michx.) Besser
- Philotria canadensis (Michx.) Britton
- Philotria iowensis Wylie
- Philotria linearis Rydb.
- Philotria occidentalis (Pursh) House
- Philotria planchonii (Casp.) Rydb.
- Serpicula canadensis (Michx.) Eaton
- Serpicula occidentalis Pursh
- Serpicula verticillata Rostk. & W.L.E.Schmidt
- Serpicula verticillata var. angustifolia Muhl.
- Udora canadensis (Michx.) Nutt.

- E. canadensis
- E. canadensis
- E. canadensis
- E. canadensis